# 高體南鱸
高體南鱸為輻鰭魚綱鱸形目鱸亞目南鱸科的其中一種，分布於亞洲印尼蘇門答臘穆西河流域，本魚背鰭硬棘14枚；背鰭軟條10枚；臀鰭硬棘3枚；臀鰭軟條5-6枚，體長可達7公分，棲息在溪流開放水域，屬肉食性，生活習性不明。